# Église Saint-Pierre d'Inđija
Pour les articles homonymes, voir Église Saint-Pierre.
L'église Saint-Pierre d'Inđija (en serbe cyrillique : Црква Светог Петра ; en serbe latin : Crkva Svetog Petra) est une église catholique située à Inđija en Serbie, dans la province de Voïvodine. Construite en 1872, elle est inscrite sur la liste des monuments culturels de grande importance de la république de Serbie (identifiant no SK 1281). Église paroissiale, elle relève du diocèse de Syrmie.

## Présentation
L'église Saint-Pierre a été construite en 1872, dans un style mêlant classicisme et baroque adapté aux goûts conservateurs de ses fondateurs. Elle est constituée d'une nef unique prolongée par une abside demi-circulaire ; au nord, elle est dominée par un haut clocher ; la sacristie ajoute sa masse carrée à la façade occidentale. La façade méridionale est ornée de pilastres qui encadrent le portail d'entrée.
L'intérieur a été conçu dans un esprit monumental : la nef est divisée en cinq travées, avec des arcs soutenant la voûte. L'entrée est dominée par un orgue. Les murs sont peints de motifs floraux et le sol est recouvert de carreaux bicolores. Le maître-autel, formant triptyque, est dominé par la figure de saint Pierre, peinte par un artiste inconnu du XIXe siècle.